# توکای پاسرخ
توکای پاسرخ (نام علمی: Turdus plumbeus) گونه‌ای از پرندگان خانواده توکایان است که بومی دریای کارائیب، در باهاما، جزایر کیمن، کوبا، دومینیکا، هیسپانیولا (جمهوری دومینیکن و هائیتی) و پورتوریکو یافت می‌شود. در گذشته در جزایر سوان هندوراس یافت شده بود، اما در آنجا منقرض شد.
در پورتوریکو، توکای پاسرخ به نام zorzal de patas coloradas شناخته می‌شود.
شش زیرگونه توصیف شده‌است.